# 嘉龍村
嘉龍村（英語：Ka Loong Tsuen）是一條位於香港新界荃灣區青龍頭的寮屋村，位於青龍頭西部。

## 歷史
嘉龍村建於青山公路青龍頭段（十四咪半）之上，鄰近御海峰。村落依山而建，有約30間永久或非永久建築物。村前有一個沙灘，現為釣魚愛好者垂釣勝地。該村是荃灣區最西端的地方，再往豬八戒石（位於屯門公路近嘉龍村之間的護土牆山坡上）西面即屬屯門區大欖角的範圍。
嘉龍村因嘉道理和青龍頭得名。1960年代以前，嘉龍村山坡上已建有不少寮舍。1962年，居於青山灣Boulder Lodge的賀理士·嘉道理爵士駛經該地時發現貧民屋舍簡陋，遂安排嘉道理農業輔助會向村民捐助建屋材料和豬隻，並合力建屋和農舍，令一眾村民的生活狀況有所改善。1963年，嘉龍村村公所和禮堂落成，村公所的築建由荃灣理民府負責，而村公所所有設備、書本和遊樂設施由嘉道理捐出。
嘉道理爵士與村民關係融洽，村民憶述，嘉道理爵士每早駛經青山公路到九龍上班時都會向在車站等候校巴的學童派糖果。有一天，嘉龍村學童們因天雨關係無法趕上校巴，嘉道理爵士將所有學童趕上他的房車並載他們上學。
1978年屯門公路落成，嘉龍村的規模自此縮窄至現今範圍。由於近嘉龍村一段屯門公路是一條「長命斜」，因此不時發生交通事故。2004年至2007年間，路政署為該村與小欖之間的青山公路進行改善工程 。嘉龍村村前的山坡被削走以擴闊路面，工程同時為該段路面興建天橋、隔音屏和重置休憩設施（嘉龍花園）。

## 外部連結
- 商務及經濟發展局電影服務統籌科：嘉龍村
- 路政署：嘉龍村與小欖之間的青山公路改善工程